# Ardo Kreek
Pour les articles homonymes, voir Kreek.
Ardo Kreek (né le 7 août 1986) est un joueur estonien de volley-ball. Il mesure 2,03 m et joue central. Il est international estonien.

## Clubs
| Club                      | De        | À         |
| ------------------------- | --------- | --------- |
| Sylvester Tallinn         | 2003-2004 | mai 2006  |
| Selver Tallinn            | sep 2006  | jan 2009  |
| Rennes Volley 35          | jan 2009  | mai 2009  |
| Resowya Rzeszow           | sep 2009  | déc 2009  |
| Jadar Radom               | déc 2009  | mai 2010  |
| AZS Politechnika Varsovie | 2010-2011 | 2011-2012 |
| Paris Volley              | 2012-2013 | 2019-2020 |
| Arago de Sète             | 2020      | 2024      |

## Palmarès
- Ligue européenne
  - Vainqueur (1) : 2016 ( Estonie)
  - Troisième (1) : 2021 ( Estonie)
- Coupe de la CEV
  - Vainqueur (1) : 2014 (Paris Volley)
- Challenge Cup
  - Finaliste (1) : 2012 (AZS Politechnika Warszawska)
- Ligue Schenker
  - Vainqueur (2) : 2007, 2008 (Selver Tallinn)
- Championnat d'Estonie
  - Vainqueur (2) : 2007, 2008 (Selver Tallinn)
  - Finaliste (1) : 2004 (Sylvester Tallinn)
  - Troisième (2) : 2005, 2006 (Sylvester Tallinn)
- Championnat de France
  - Vainqueur (1) : 2016 (Paris Volley)
  - Finaliste (3) : 2013, 2014, 2015 (Paris Volley)
- Coupe d'Estonie
  - Vainqueur (2) : 2006, 2007 (Selver Tallinn)
  - Finaliste (2) : 2005 (Sylvester Tallinn), 2008 (Selver Tallinn)
- Coupe de France
  - Finaliste (1) : 2014 (Paris Volley)
- Supercoupe de France
  - Vainqueur (1) : 2013 (Paris Volley)
  - Finaliste (3) : 2014, 2015, 2016 (Paris Volley)

## Distinctions personnelles
- Meilleur joueur estonien de l'année : 2013, 2014.
- Meilleur "central" de la Ligue européenne : 2015.
- MVP de la Ligue B : 2019.
- Meilleur "central" de la Ligue B : 2019.